# Michael Smith (baloncestista de 1972)
Michael John Smith (Washington D. C., 28 de marzo de 1972) es un exbaloncestista estadounidense que jugó siete temporadas en la NBA, además de hacerlo en la CBA, la liga italiana y la liga polaca. Con 2,03 metros de estatura, lo hacía en la posición de ala-pívot.

## Trayectoria deportiva

### Universidad
Tras haber disputado en 1990, en su época de high school el prestigioso McDonald's All American Game, jugó durante tres temporadas con los Friars del Providence College, en las que promedió 11,8 puntos y 11,0 rebotes por partido. Posee el actual récord de rebotes por partido en una temporada de la Big East Conference, con los 11,67 por partido logrados en 1994. En sus dos últimas temporadas fue incluido en el segundo mejor quinteto de su conferencia.

### Profesional
Fue elegido en la trigésimo quinta posición del Draft de la NBA de 1994 por Sacramento Kings, donde en su primera temporada, saliendo desde el banquillo, consiguió la mejor marca entre todos los rookies de la liga en porcentaje de tiros de campo, con un 54,2%, acabando el año con unos promedios de 6,9 puntos y 5,9 rebotes por partido, el tercer mejor reboteador de los Kings por detrás de Olden Polynice y Brian Grant. Jugó dos temporadas más en el equipo, en la última de ellas lideró el mismo en rebotes, con 9,5 por partido, acabando en la decimocuarta posición de la liga en ese apartado, jugando como titular en 52 partidos.
Mediada la temporada 1997-98 fue traspasado a Vancouver Grizzlies junto con Bobby Hurley a cambio de Otis Thorpe y Chris Robinson. En su única temporada completa en el equipo promedió 4,8 puntos y 7,3 rebotes por partido.
En el verano de 1999 formó parte de uno de los traspasos más complejos de la historia de la liga entre tres equipos: fue enviado junto con Lee Mayberry, Makhtar N'Diaye y Rodrick Rhodes a Orlando Magic, los Grizzlies recibieron a Brent Price, Antoine Carr, Michael Dickerson, Othella Harrington y una futura primera ronda del draft, los Magic enviaron también a Don MacLean y una primera ronda a los Houston Rockets, y los Grizzlies a Steve Francis y Tony Massenburg. Finalmente fue despedido por los Magic, firmando como agente libre por dos temporadas con los Washington Wizards.
En su primera temporada en los Wizards, las lesiones le hacen perderse casi la mitad de los partidos, promediando al final 6,3 puntos y 7,2 rebotes. Jugó una temporada más en el equipo, y al término de la misma llegó a un acuerdo para rescindir el contrato. Firmó entonces por Philadelphia 76ers, pero finalmente fue cortado antes del inicio de la competición.
Al verse sin equipo, decidió aceptar la oferta del Snaidero Udine de la liga italiana, pero solo disputa 12 partidos en los que promedia 10,3 puntos y 9,4 rebotes. Volvió a su país para jugar una temporada en los Idaho Stampede de la CBA, tras ser rechazado por los Utah Jazz. Al año siguiente jugó en el Śląsk Wrocław de la liga polaca para acabar su carrera en los Dakota Wizards de la CBA.

## Estadísticas de su carrera en la NBA

### Temporada regular
| Año     | Equipo     | PJ  | PT  | MPP  | %TC  | %3P   | %TL  | RPP | APP | ROB | TPP | PPP |
| ------- | ---------- | --- | --- | ---- | ---- | ----- | ---- | --- | --- | --- | --- | --- |
| 1994-95 | Sacramento | 82  | 0   | 21.2 | .542 | .000  | .485 | 5.9 | .8  | .7  | .6  | 6.9 |
| 1995-96 | Sacramento | 65  | 0   | 21.3 | .605 | 1.000 | .384 | 6.0 | 1.7 | .7  | .7  | 5.5 |
| 1996-97 | Sacramento | 81  | 52  | 31.1 | .539 | —     | .496 | 9.5 | 2.4 | 1.0 | .7  | 6.6 |
| 1997-98 | Sacramento | 18  | 4   | 19.3 | .426 | —     | .567 | 5.6 | 1.6 | .8  | .5  | 3.8 |
| 1997-98 | Vancouver  | 30  | 29  | 23.5 | .504 | .000  | .658 | 6.9 | 2.0 | .9  | .2  | 6.1 |
| 1998-99 | Vancouver  | 48  | 10  | 22.9 | .535 | .000  | .594 | 7.3 | 1.0 | 1.0 | .4  | 4.8 |
| 1999-00 | Washington | 46  | 46  | 24.9 | .563 | .000  | .723 | 7.2 | 1.2 | .6  | .5  | 6.3 |
| 2000-01 | Washington | 79  | 29  | 20.4 | .486 | .000  | .578 | 7.1 | 1.3 | .7  | .5  | 3.8 |
| Total   | Total      | 449 | 170 | 23.5 | .538 | .143  | .529 | 7.1 | 1.5 | .8  | .6  | 5.6 |

### Playoffs
| Año   | Equipo     | PJ | PT | MPP  | %TC  | %3P | %TL  | RPP | APP | ROB | TPP | PPP |
| ----- | ---------- | -- | -- | ---- | ---- | --- | ---- | --- | --- | --- | --- | --- |
| 1996  | Sacramento | 4  | 0  | 21.8 | .583 | —   | .455 | 5.5 | 2.0 | .3  | .5  | 4.8 |
| Total | Total      | 4  | 0  | 21.8 | .583 | —   | .455 | 5.5 | 2.0 | .3  | .5  | 4.8 |